# Nuestra Señora del Rosario de Baruta
Nuestra Señora del Rosario de Baruta (kurz Baruta) ist eine venezolanische Stadt im Bundesstaat Miranda. Sie ist Verwaltungssitz des Bezirks Baruta.
Im 16. Jahrhundert kämpfte der Stamm der Baruta unter der Führung von Guaicaipuro mit weiteren karibischen Stämmen der Region um Caracas gegen das Vordringen der Spanier.
Heute befindet sich in der 16. größten Stadt des Landes die Südamerikavertretung von Procter & Gamble.

## Persönlichkeiten
- Héctor González (* 1977), Fußballspieler